# Fríða Á. Sigurðardóttir
Fríða Á. Sigurðardóttir (11 décembre 1940 - 7 mai 2010) est une écrivaine et nouvelliste islandaise.
Après avoir travaillé comme bibliothécaire et avoir été chargée de cours à l'université, Fríða Á. Sigurðardóttir se consacre entièrement à la littérature à partir de 1978.
En 1990, elle remporte pour Meðan nóttin liður (publié en anglais sous le titre Night Watch, inédit en français) le prix de littérature islandaise. Elle recevra en 1992 le grand prix de littérature du Conseil nordique pour ce même ouvrage.